# Bolchi
Bolchi was een Belgische band  uit de stad Gent. 
In België kreeg de band goede recensies van onder andere Humo. In Nederland trad de band in 2005 onder meer op tijdens het Festival a/d Werf in Utrecht.

## Discografie[1]

### Singles
- City Trippin'  (6 januari 2003)
- Electronic Spaceboy (30 juni 2003)
- She (10 mei 2004)

### Album
- She (27 mei 2004)